# Синяк (Белопольский район)
Синяк (укр. Синяк) — село,
Коршачинский сельский совет,
Белопольский район,
Сумская область,
Украина.
Код КОАТУУ — 5920684404. Население по переписи 2001 года составляло 53 человека.

## Географическое положение
Село Синяк находится на автомобильной дороге Т-1908.
На расстоянии в 0,5 км расположено село Зеленое.